# Юган Рісінг
Юган Классон Рісінг (швед. Johan Classon Risingh; 1617, Рісінге, Естергетланде — 1671, Стокгольм) — останній губернатор Нової Швеції.
Закінчивши гімназію в Лінчепінгу, Рісінг продовжив освіту в Уппсальському і Лейденському університетах, після чого завдяки допомозі уряду зміг здійснити тривалу поїздку по Європі, в ході якої вивчав торгівлю. В 1651-1653 рр. він обіймав посаду секретаря новоствореної Комерц-колегії. На цій посаді Рісінг залишався до 1653 року. Заслуживши до цього часу серйозний авторитет у галузі економіки і торгівлі, він написав перший в історії Швеції підручник з ним. Отримавши на початку 1654 року дворянське звання, він відбув у Нову Швецію.
Його першим указом на посаді губернатора, відданим ще до висадки на сушу, було захоплення форту Казимира, спорудженого голландцями в загрозливій близькості від шведського форту Крістіна. Голландські поселенці здалися без бою, і на нетривалий час в житті колонії завдяки енергійним діям Рісінга настало пожвавлення. Однак незабаром голландський губернатор Петер Стейвесант висадився біля стін форту Крістіни і після нетривалої облоги змусив шведів капітулювати. Рісінг разом з іншими поселенцями, які не побажали перейти в голландське підданство, повернувся в Європу. Він помер у бідності в Стокгольмі в 1672 році.
Звіти, підготовлені Рісінгом на посаді губернатора, є цінним джерелом історичних відомостей про Нову Швецію періоду його управління.